# 1978 في نيجيريا
فيما يلي قوائم الأحداث التي وقعت خلال عام 1978 في نيجيريا.

## سياسة

### انتهاء فترة المنصب
- 1 يناير – جوزيف نانفين غاربا وزير الخارجية.

## مواليد

### يناير
- 26 يناير – لولا ماجا
- 30 يناير – ماكتابيني أماتشري لاعبة كرة سلة نيجيرية.

### أبريل
- 5 أبريل – بليسينج كاكو لاعب كرة قدم نيجيري.

### مايو
- 1 مايو – إسحاق أوكورونكوو لاعب كرة قدم نيجيري.

### أغسطس
- 24 أغسطس – جيمس أوبيورا لاعب كرة قدم نيجيري.
- 29 أغسطس – سيلستين بابايارو لاعب كرة قدم نيجيري.

### أكتوبر
- 20 أكتوبر – برنسيس دودو لاعبة تايكوندو نيجيرية.
- 20 أكتوبر – جورج آبي لاعب كرة قدم نيجيري.

### نوفمبر
- 22 نوفمبر – فرانسيس أوبيكويلو

### ديسمبر
- 22 ديسمبر – إيمانويل أوليساديبي لاعب كرة قدم بولندي.
- 29 ديسمبر – فيكتور اغالي لاعب كرة قدم نيجيري.

## وفيات

### أبريل
- 13 أبريل – فونميلايو رانسوم-كوتي (مواليد 1900) ناشطة نيجيرية.